# 禹之谟墓
28°11′06″N 112°55′45″E / 28.18500°N 112.92917°E
禹之谟墓位于中国湖南省长沙市岳麓区岳麓山，1983年被列为湖南省文物保护单位。
禹之谟（1866年－1907年），字稽亭，湖南湘乡（今属双峰县青树坪镇）人。曾任同盟会湖南分会会长。1906年夏，革命烈士陈天华和姚宏业公葬长沙时，受到当地官僚和豪绅的阻挠。禹之谟发动千余学生举行游行送葬。同年因领导群众反对抬高盐价被捕。次年一月初五（2月6日）被绞杀于靖州（今湖南靖县）。1912年10月，其遗体迁葬长沙河西岳麓山，孙中山追赠禹之谟为“陆军左将军”。

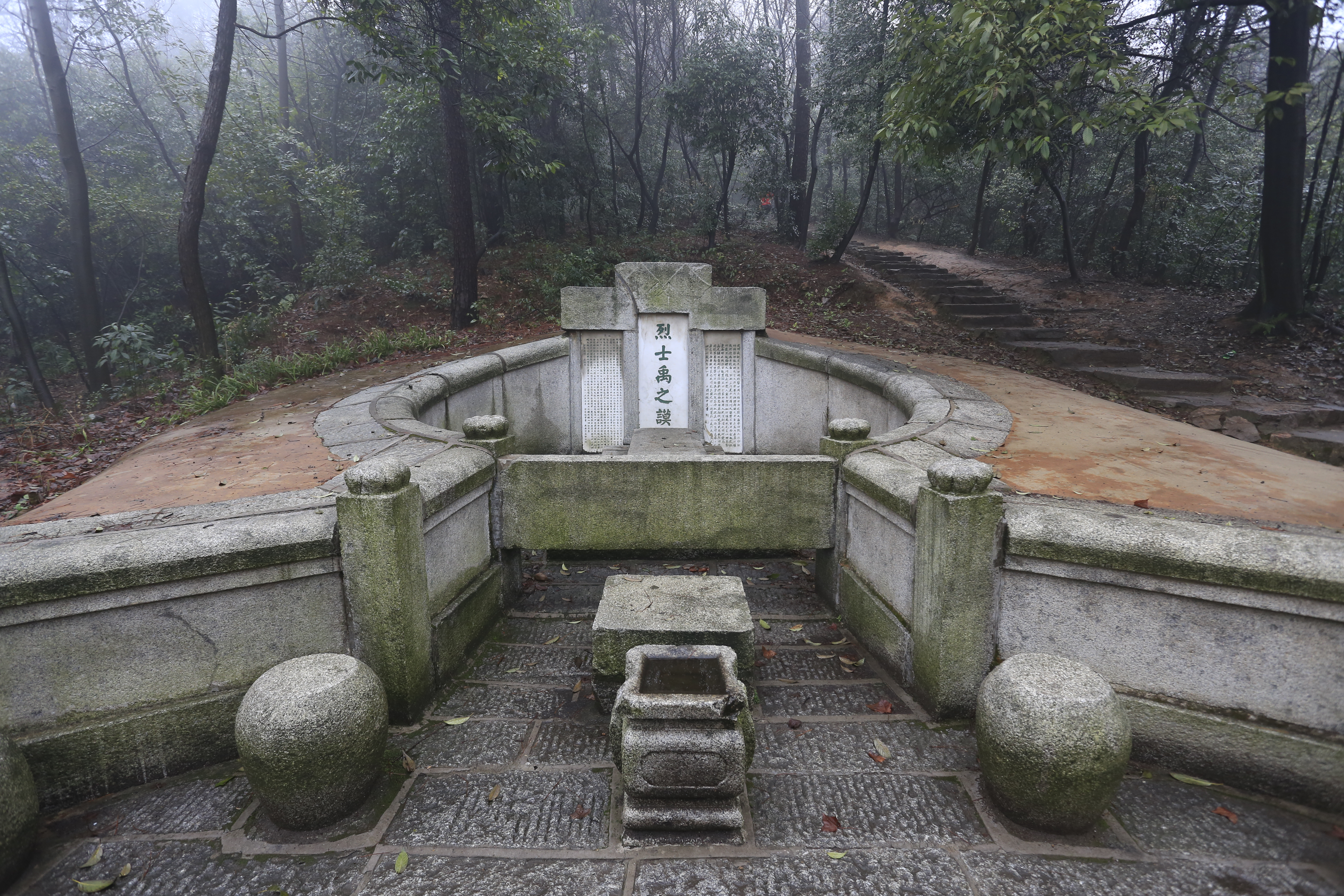